# Erwin Sarow
Erwin Sarow (* 6. Juni 1925) war ein Berliner Fußballspieler. Für den SC Lichtenberg 47 spielte er 1950/51 in der DDR-Oberliga, der höchsten Liga im DDR-Fußball.

## Sportliche Laufbahn
In der Lokalpresse wurde Erwin Sarow erstmals im Juni 1948 in einem Vergleich zwischen den Berliner Auswahlmannschaften Nord- und Westpokal erwähnt. Der 23-Jährige stand in den Reihen der Nordmannschaft. Im höherklassigen Fußball tauchte er erst wieder 1950 als Spieler des Oberligisten SC Lichtenberg 47 auf. Die Lichtenberger waren eine der drei Ost-Berliner Fußballmannschaften, die wegen der Einführung des Vertragsspielersystems in der Berliner Stadtliga vom ostdeutschen Sportausschuss aus der gesamtberliner Stadtliga abgezogen und in die DDR-Oberliga eingegliedert wurden.
Saarow bestritt in der Saison 1950/51 sein erstes Oberligaspiel am 5. Spieltag. In der Begegnung Aktivist Brieske-Ost – Lichtenberg (3:3) wurde er als halbrechter Stürmer eingesetzt. Während er in der Hinrunde nur sieben der siebzehn Punktspiele bestritt, kam er in der Rückrunde vierzehnmal zum Einsatz. In der Rückrunde kam er mit drei Treffern auch als Torschütze zum Zuge. Da der SC 47 nach der Saison absteigen musste, setzte Erwin Saarow seine Karriere mit dem SC Lichtenberg 1951/52 in der zweitklassigen DDR-Liga fort. Unter dem neuen Trainer Kurt Benthin wurde er nicht wie in der Vorsaison nur als Stürmer, sondern auch in der Abwehr und im Mittelfeld eingesetzt. Er hatte jedoch in der Mannschaft mit 18 Einsätzen bei den 21 ausgetragenen Ligaspielen einen Stammplatz und wurde mit seinen vier Treffern auch Torschützenkönig der Lichtenberger. Nach dieser Spielzeit mussten die 47er auch aus der DDR-Liga absteigen und blieben für viele Jahre drittklassig. Erwin Sarow kehrte endgültig nicht mehr in den oberen Ligabereich zurück.